# 다오샤오몐
다오샤오몐(중국어 간체자: 刀削面, 정체자: 刀削麵, 병음: dāoxiāomiàn, 한자음: 도삭면)은 중국 산시 지역의 국수 요리이다. 연길 냉면, 베이징 자장몐, 쓰촨 단단몐, 우한 러간몐과 함께 중국의 5대 면 요리 가운데 하나이다. 반죽을 칼로 대패질 하듯 깎아내는 기술은 난이도가 높고 익히는 데 오랜 시간이 필요하며, 중국 산시 지방에서는 해마다 다오샤오몐 만드는 칼 솜씨를 겨루는 경연대회가 열린다.

## 역사
중국 전쟁 시기에 무기를 일절 소지하지 못하게 규제하고, 부엌칼도 규제의 대상이었다. 그러다 우연한 기회에 쇠붙이를 주웠는데 부엌칼 대신 이를 사용해 반죽을 썰어 면을 만든 것에서 유래되었다.

## 만들기
밀가루 반죽을 칼로 대패질하듯 깎아낸 절면을 끓는 솥에 바로 빠트려 삶아 만든다. 양고기 육수를 쓰며, 누린내를 잡기 위해 무, 고수, 파, 산초, 계피, 팔각, 고추, 목이버섯, 육두구, 마늘, 라일락, 백지, 식초 등 여러 가지 향신료를 넣어 센 불에 끓인다.

## 같이 보기
- 칼국수